# Dalbergia chapelieri
Dalbergia chapelieri är en ärtväxtart som beskrevs av Henri Ernest Baillon. Dalbergia chapelieri ingår i släktet Dalbergia, och familjen ärtväxter. IUCN kategoriserar arten globalt som nära hotad. Inga underarter finns listade i Catalogue of Life.